# Teofil Mandyczewski
Teofil Mandyczewski – c.k. radca Namiestnictwa, starosta powiatu cieszanowskiego około 1870, starosta powiatu brodzkiego około 1879.
Kawaler Orderu św. Stanisława II klasy.